# 小行星13808
小行星13808（13808 Davewilliams）是一颗绕太阳运转的小行星，为主小行星带小行星。该小行星于1998年12月11日发现。

## 轨道参数
小行星13808的轨道半长轴为3.2002357 UA，离心率为0.091。